# The Kinks

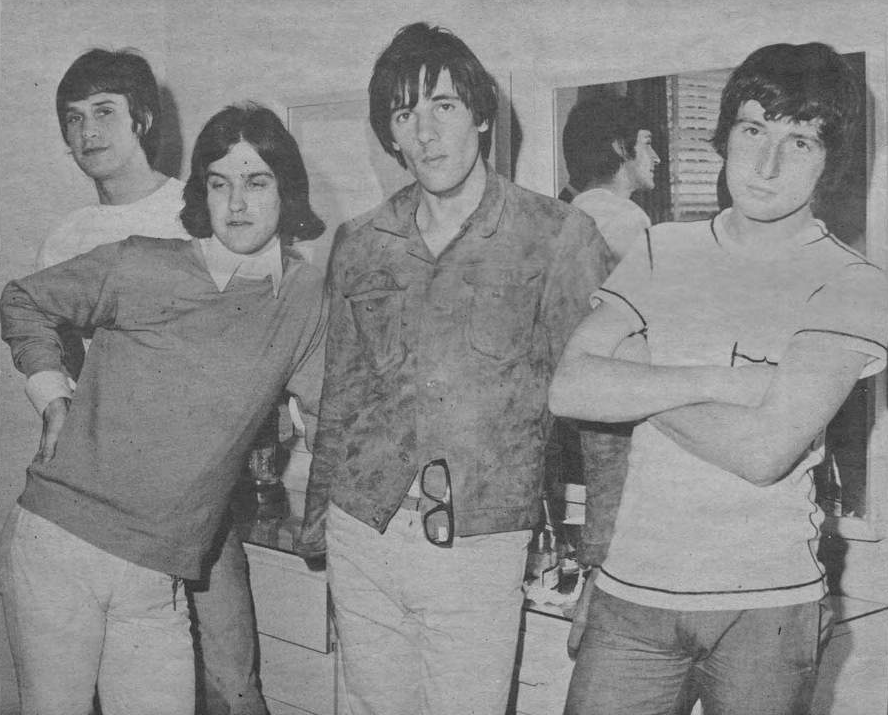
The Kinks 1966. Ray Davies, Dave Davies, Mick Avory och Pete Quaife

The Kinks var en engelsk rockgrupp bildad 1962 i London under namnet The Ravens, och 1964 bytte man namn till The Kinks. Gruppen bestod i början av bröderna Dave Davies (gitarr, sång) och Ray Davies (gitarr, sång, keyboards, gruppens främste låtskrivare) samt Pete Quaife (basgitarr, sång), och Mick Avory (trummor). I början av karriären kallade sig gruppen The Ravens, men namnet byttes till The Kinks innan något hann släppas med gruppen. Däremot finns det bootlegs med The Ravens. Namnet Kinks kommer av modet på 1960-talet, som man uttryckte det på engelska "kinky clothes and boots".
Gruppens kommersiellt mest framgångsrika period var under mitten av 1960-talet då de åtnjöt ett flertal internationella hitsinglar. Gruppen fortsatte under andra halvan av decenniet ge ut nya album, men de passade inte in i det psykedeliska klimat som rådde inom populärmusiken då. Att Ray Davies också gjorde narr av och protesterade mot populärmusiken i sina texter gjorde det inte lättare. Under 1970-talets mitt koncentrerade sig gruppen på rockoperor och konceptalbum. De blev sedan mot slutet av decenniet och en bit in på 1980-talet ett mer renodlat rockband, vilket också ledde till att gruppen återupptäcktes och fick en andra popularitetsvåg, främst då i Nordamerika.
Gruppen gav ut sitt senaste studioalbum 1993 och gjorde sin sista livespelning 1996, men har formellt inte upplösts. Flera planer på en återförening av något slag har sedan dess luftats, men hittills inte resulterat i något konkret. Hösten 2013 meddelade gitarristen Dave Davies att oddsen var 50/50 för en eventuell turné i samband med 50-årsjubileet. I december 2013, under en intervju med Uncut, hävdade bröderna att de var allt närmre en återförening, men precis som tidigare hängde det på Ray Davies om en återförening skulle komma att äga rum eller inte. Ray Davies berättade 2018 att gruppen spelat in ny musik till ett kommande studioalbum.

## Historia

### De tidiga åren
Bröderna Davies hade sedan skolåldern spelat skiffle och rock'n'roll tillsammans. Pete Quaife som var skolkamrat med Ray Davies blev gruppens basist och snart tillkom Mickey Willet på trummor och gruppen The Ravens var formad. Innan de hann spela in något byttes Willet ut mot Mick Avory och man bytte namn till The Kinks, efter påtryckningar från dåvarande managern Larry Page. De fick kontrakt på Pye Records och skivdebuterade i februari 1964 med en cover på Little Richards "Long Tall Sally". Genombrottet kom senare på våren samma år med den vilda och stökiga originalkompositionen "You Really Got Me". Låten blev en omedelbar succé i både Europa och USA. Singeln nådde förstaplatsen i Storbritannien och topp-10 i USA. I Sverige låg låten en vecka på Tio i topp.
"You Really Got Me" fick en minst lika vild uppföljare i "All Day and All of the Night", utgiven sent 1964 som blev en nästan lika stor hit, och precis som föregångaren låg "All Day and All of the Night" en vecka på svenska Tio i topp. Dessa två låtar, som bägge bygger på Dave Davies för tiden unika distorderade gitarrljud, lade grunden för garagerocken. Låten är också erkänd som stor inspirationskälla för den kommande hårdrocken och punken. Tidigt 1965 fick The Kinks också en hit med den lugnare låten "Tired of Waiting for You". Gruppen turnerade mycket under den här tiden. Ett stort bakslag drabbade dem när de förbjöds att komma till USA av American Federation of Musicians Union. Detta efter bråk om pengar kring uppträdanden, samt att Dave Davies och Mick Avory vid upprepade tillfällen råkat i slagsmål med varandra under deras konserter. I fyra år var gruppen utestängd från världens största musikmarknad. Ray Davies kom bland annat på grund av detta att inspireras mer av klassisk brittisk musik (bland annat music hall) än sina kollegor i de så kallade British Invasion-grupperna.

### Konceptalbum och samhällskommenterande
Efter de inledande framgångarna utvecklade gruppen och framför allt låtskrivaren Ray Davies alltså en något stillsammare ljudbild. Det första tydliga tecknet på detta var LP:n The Kink Kontroversy och hiten "Tired of Waiting for You". Texterna utvecklades mer och musiken var inte längre lika vild, även om singeln "Till the End of the Day" var ett exempel på att de inte helt lämnat sina tidigare tongångar. Denna utveckling fortsatte med de samtidskommenterande låtarna "A Well Respected Man" och "Dedicated Follower of Fashion", båda stora hits kring årsskiftet 1965-1966. Den sistnämnda låten blev 1966 en hit i svensk översättning - "En liten snobb" - med gruppen Telstars. Den svenska texten var skriven av Peter Himmelstrand.
Låten "Sunny Afternoon" kom ut som singel 1966, och blev en sommarhit i flera länder. Låten kom också att bli deras sista noterbara amerikanska hit fram till 1970. I texten märks Ray Davies satiriska ådra tydligt. Låten ingick på LP:n Face to Face som anses vara ett av de första riktiga konceptalbumen med socialt kommenterande som löst tema. Senare samma år kom singeln "Dead End Street" vilken kommenterade den brittiska arbetarklassens bistra situation. Pete Quaife hade det här året varit med om en bilolycka och kunde därför inte närvara så mycket vid inspelningarna. Hans tillfälliga ersättare blev John Dalton.

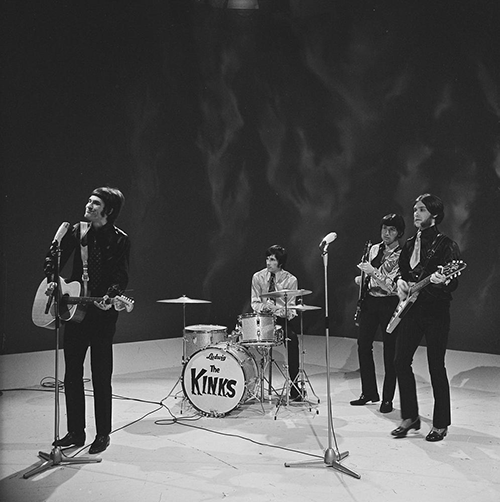
The Kinks i holländska TV-programmet Fanclub, 1967.

Året därpå gavs singeln "Waterloo Sunset" och albumet Something Else by the Kinks ut. Gruppens singlar sålde fortsatt bra, men deras album nådde inte längre en så stor publik. Den trenden började med Something Else som inte blev någon kommersiell succé trots att albumet var kritikerrosat. De gav ut en till framgångsrik singel, "Autumn Almanac", men publiken tappade allt mer intresset för gruppen. Trots detta fortsatte Davies med sitt speciella sätt att skriva texter. År 1968 gavs albumet The Village Green Preservation Society ut, ett nostalgiskt album som blickade tillbaka på ett svunnet England. Det blev en stor favorit bland musikkritiker, men ignorerades nästan helt av allmänheten. Den enda egentliga framgången 1968 var singeln "Days" med en tolfteplats på Englandslistan. Singlar som "Wonderboy" och "Plastic Man" däremot försvann nära på obemärkta.

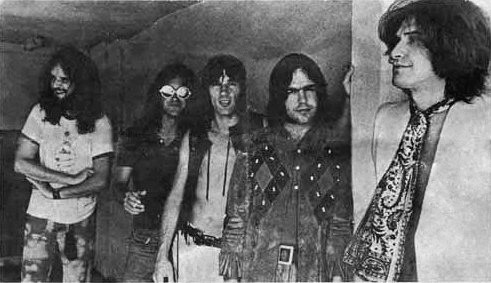
The Kinks cirka 1970.

Nästa album Arthur, vilket handlar om en brittisk man som flyttar till Australien, följde samma mönster. Singeln "Victoria" från skivan blev dock en liten hit. Mycket på grund av den uteblivna framgången lämnade basisten Pete Quaife gruppen för att bli ersatt av John Dalton. År 1970 fick gruppen återigen en stor internationell hit med "Lola", en låt som handlade om ett möte mellan en ung pojke från landet och en transvestit. En så stor framgång hade inte gruppen haft sedan "Sunny Afternoon" 1966. "Lola" finns i två versioner. I den ursprungliga versionen nämns Coca-Cola i texten. BBC vägrade dock spela denna version då de ansåg att den kunde ses som reklam, och en ny version med texten "cherry cola" spelades därmed in.
Vid denna tidpunkt hade gruppen också fått en ny medlem – John Gosling (keyboard). Intresset för gruppen var pånyttfött och man hade även ytterligare en brittisk hit med "Apeman". Singlarnas album Lola versus Powerman and the Moneygoround, Part One var en stark protest mot skivbranschen och musiklandskapet i övrigt, men ändå deras mest framgångsrika album på länge. Efter ett soundtrack till filmen Percy löpte kontraktet hos skivbolaget Pye ut, och de bytte till RCA Records.
Deras första album för det nya skivbolaget, Muswell Hillbillies räknas ofta som deras sista riktigt bra konceptalbum. Det behandlade Ray Davies och brodern Daves uppväxt i Muswell Hill, London och handlar också mycket om Storbritanniens arbetarklass. Det efterföljande albumet Everybody's in Show-Biz var ett dubbelalbum bestående av en ny studioskiva, samt en liveskiva. Albumet handlar till stor del om livet som turnerande rockmusiker, och de fick en mindre singelhit med låten "Supersonic Rocket Ship".

### Rockoperor
Efter inspiration från the Who gav The Kinks ut sin första rockopera Preservation 1973. Denna, liksom uppföljaren Preservation, Act II fick som helhet ett dåligt mottagande av både kritiker och skivköpare, även om individuella låtar fick beröm. De gav ut ytterligare en rockopera, Soap Opera som även den sågades i media, men var något populärare än sina föregångare. Schoolboys in Disgrace var gruppens tredje rockopera, där temat var skolväsendets misslyckande att lära ut saker som verkligen betyder något. Denna drog mer åt hårdrockshållet än tidigare. Efter det lämnade Kinks RCA Records som de enligt avtal skulle göra fem album med och skrev kontrakt med Arista Records.

### Tillbaka på hitlistorna
Bolagsdirektören Clive Davis på Arista gjorde klart för gruppen att de inte tänkte tolerera fler rockoperor. Gruppens första album för det nya skivbolaget, Sleepwalker blev deras största succé på många år. Albumet som var ett betydligt mer traditionellt rockalbum visade en försmak av hur gruppens musik under de kommande åren skulle låta. Samtidigt lämnade John Dalton gruppen. Han ersattes av Andy Pyle, men Dalton hoppade snabbt in i gruppen för att sedan sluta igen. Nästkommande albumet Misfits från 1978 var ett mer introspektivt album och gruppen fick en mindre amerikansk singelhit med låten "A Rock 'n' Roll Fantasy". Även John Gosling lämnade gruppen efter Misfits. Daltons ersättare blev Jim Rodford och Gosling blev ersatt av Ian Gibbons.
1979 gavs albumet Low Budget ut som blev gruppens populäraste i USA, och The Kinks var under en tid ett av de absolut största rockbanden på den amerikanska marknaden. Skivan är ett av de album av gruppen som mest drar åt hårdrockshållet och arenarock. Dess låtar handlar till stor del om USA:s dåvarande situation med en pågående oljekris och minskat inflytande i världen. Trots hårdrocksstilen blev albumets populäraste låt "(Wish I Could Fly Like) Superman" som mer påminner om disco. Albumet följdes av framgångsrika skivorna Give the People What They Want (1981) och State of Confusion (1983). År 1983 gav också gruppen en stor hitsingel med "Come Dancing". En större singelhit i hemlandet Storbritannien hade gruppen inte haft sedan 1972. Efter år av olösliga spänningar mellan Mick Avory och Dave Davies lämnade Avory bandet 1984 och ersattes av Bob Henrit från bandet Argent. Samma år gavs deras sista Arista-album ut, Word of Mouth vilket inte blev någon storsäljare. Avory försvann dock inte helt från gruppen utan fortsatte jobba i bandets organisation, bland annat i Konk, bandets egenhändigt ägda inspelningsstudio sedan tidigt 1970-tal. Han medverkade också fortsatt som trummis på enstaka låtar.

### De sista åren
Kinks fortsatte göra nya studioalbum fram till 1993 års Phobia men lyckades inte få någon hit. De blev invalda i Rock and Roll Hall of Fame år 1990. Sedan mitten av 1990-talet har gruppen blivit uppmärksammad igen genom att grupper som Oasis och Blur sade sig hämta stor inspiration ifrån gruppens material, främst det från andra halvan av 1960-talet. Ray Davies har under senare år uppträtt som soloartist med ett liveband där svenske keyboardisten Gunnar Frick ingår. Han har också givit ut soloalbum.
Ray Davies och Dave Davies har flera gånger under 2000-talet och 2010-talet talat om att återförena Kinks, men att det hela tiden kommit saker emellan, både musikaliska och personliga motsättningar mellan bröderna. Originalbasisten Pete Quaife avled 2010 i Danmark där han bott i många år. I juni 2018 berättade Ray Davies att han och brodern Dave, samt trummisen Mick Avory spelat in nytt material till ett Kinks-album. Han sade också att gruppen egentligen aldrig upplösts, utan bara att de helt enkelt gick skilda vägar under obestämd tid.

### Bilder

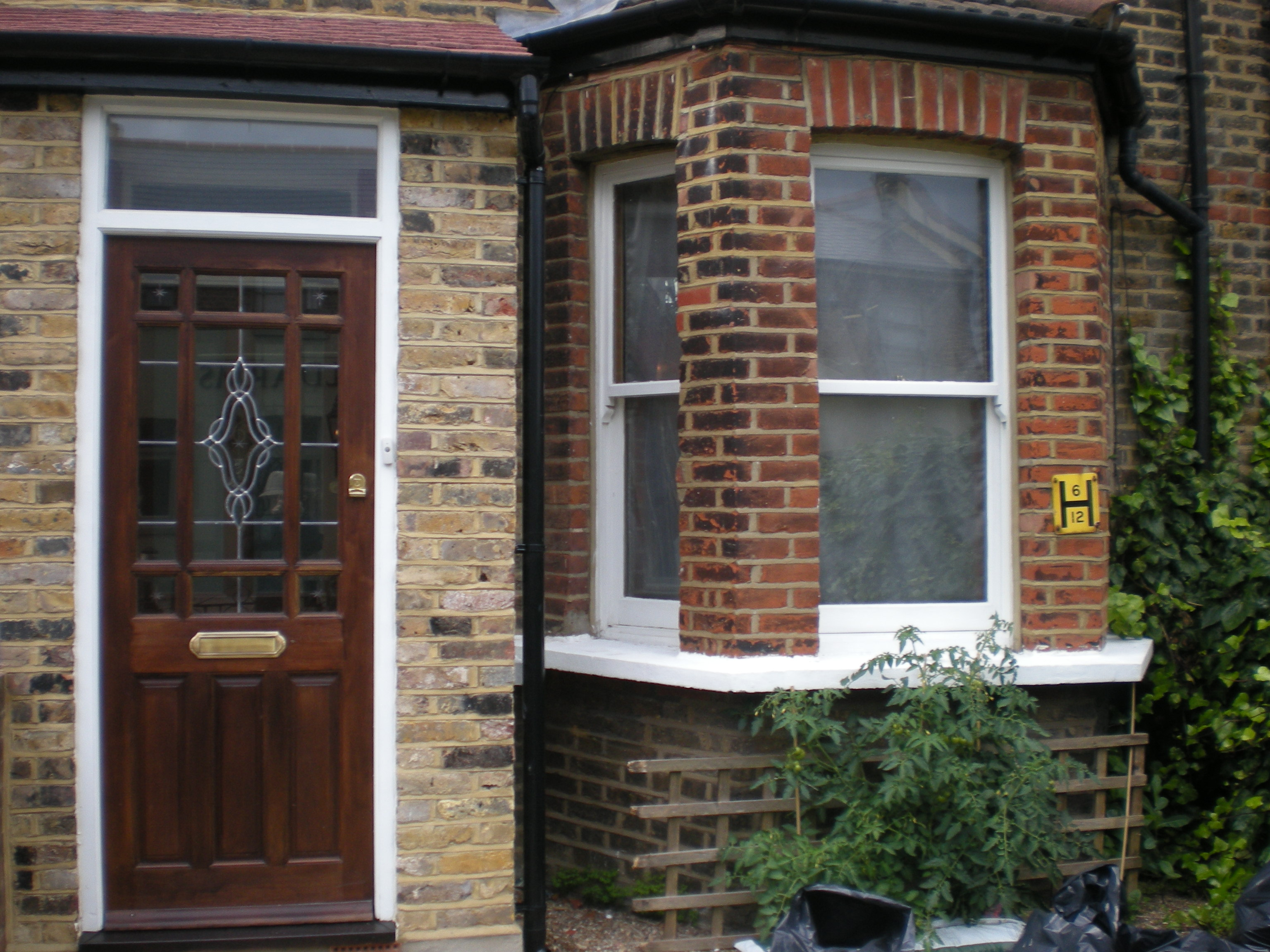
No. 6, Denmark Terrace, Fortis Green, Muswell Hill, London, där bröderna Ray och Dave Davies växte upp
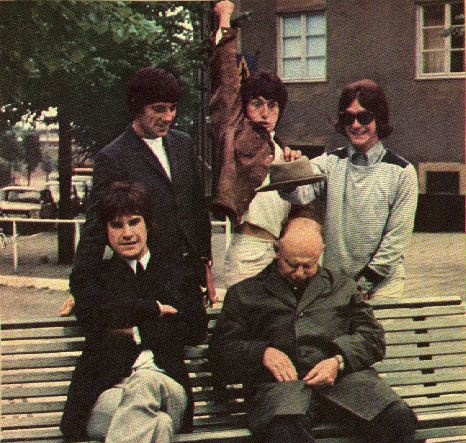
The Kinks 1965
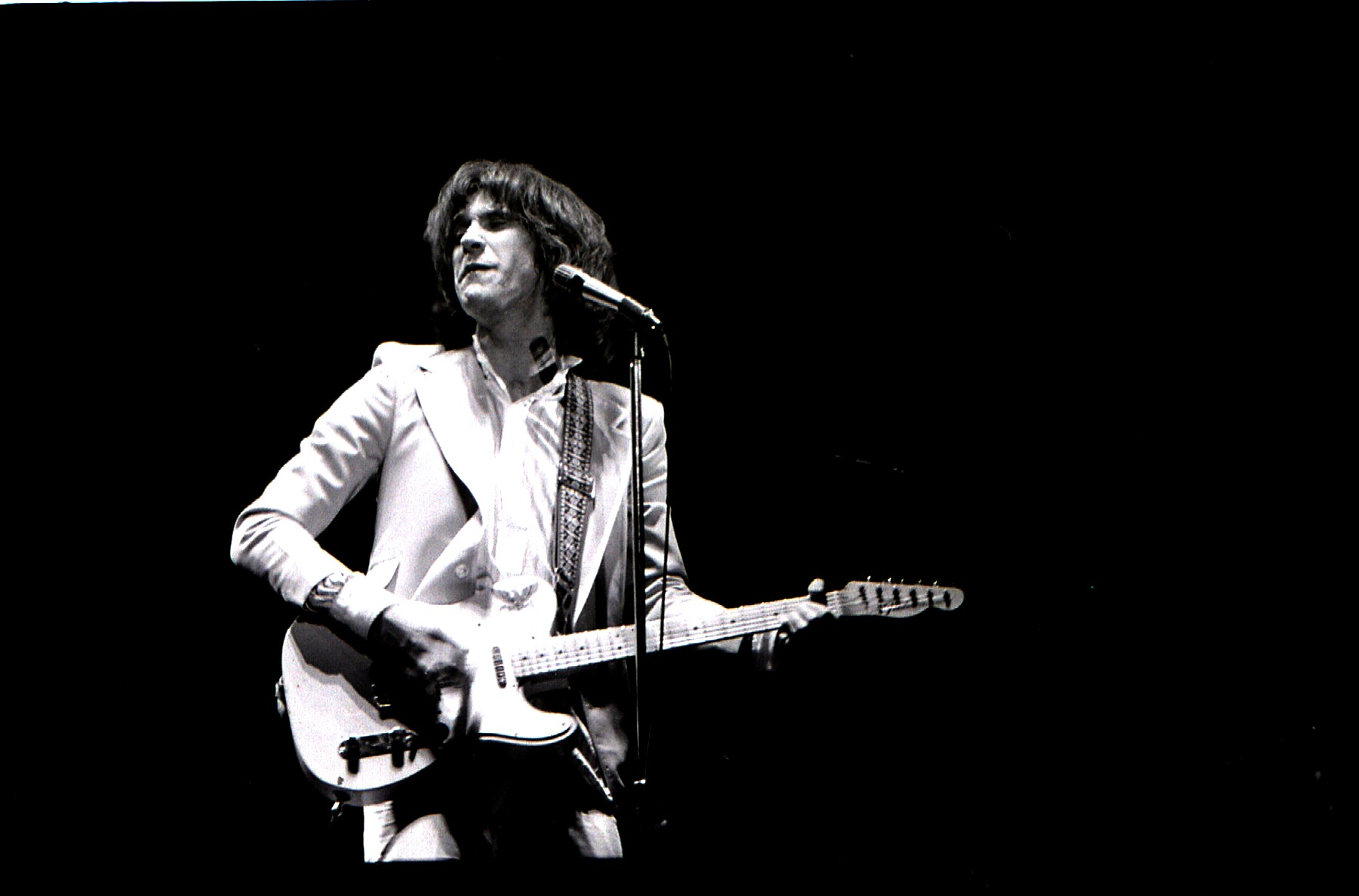
Ray Davies 1977
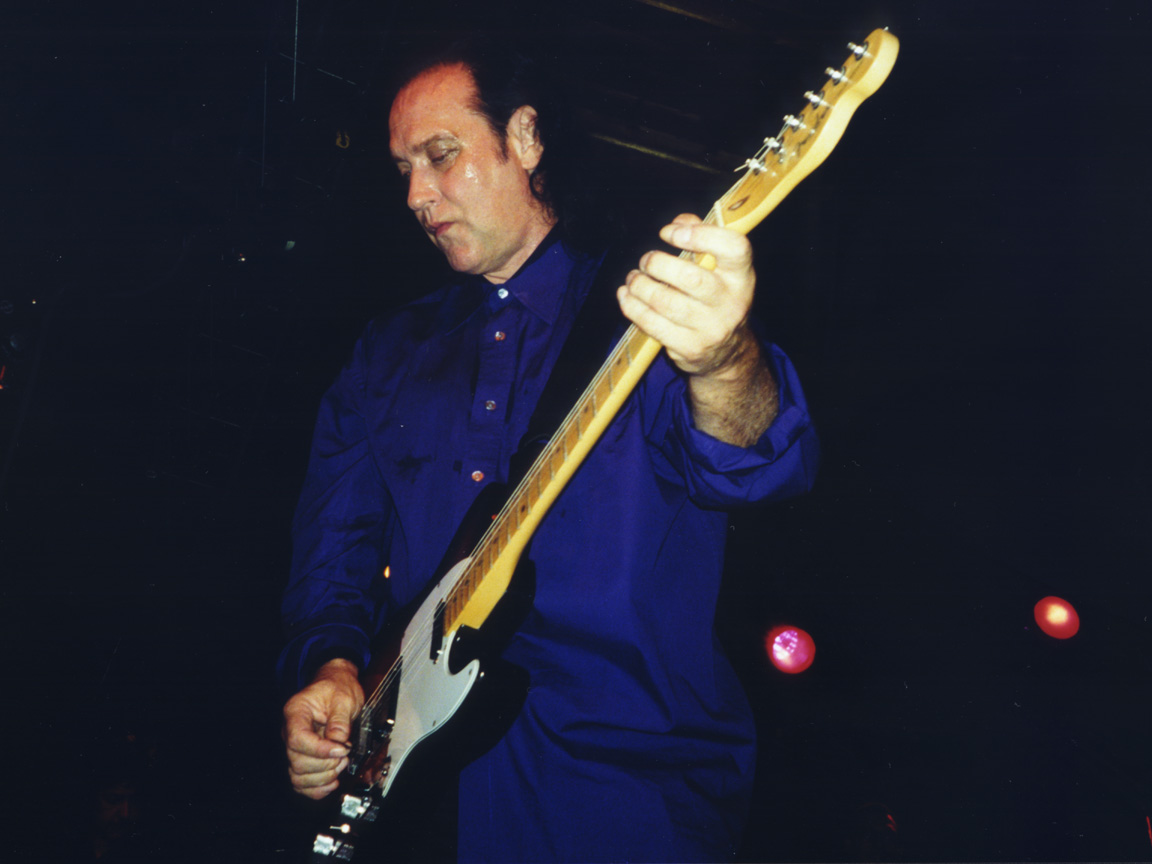
Dave Davies 2002
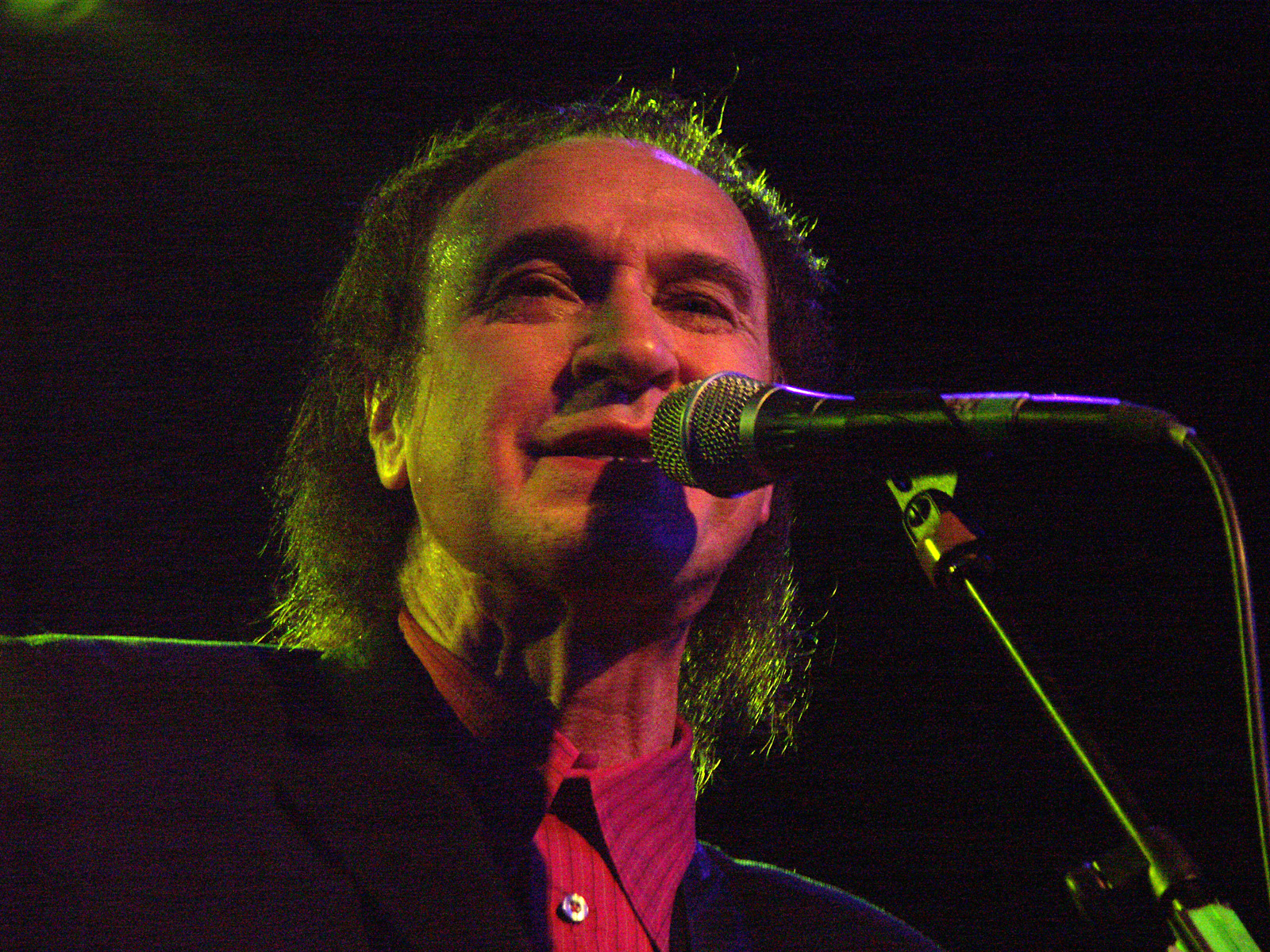
Ray Davies 2006

## Diskografi
Album utgivna på Pye Records, i USA gavs albumen ut på Reprise Records
- Kinks (1964) (utgiven i USA som You Really Got Me)
- Kinda Kinks (1965)
- Kinks-Size (1965) (endast utgiven i USA)
- Well Respected Kinks (1966)
- The Kink Kontroversy (1966)
- Face to Face (1966)
- Something Else by the Kinks (1967)
- Live at Kelvin Hall (1968) (live, utgiven i USA som The Live Kinks)
- The Village Green Preservation Society (1968)
- Arthur (or the Decline and Fall of the British Empire) (1969)
- Lola versus Powerman and the Moneygoround, Part One (1970)
- Percy (1971) (soundtrack)
- The Great Lost Kinks Album (1973) (Reprise)

Album utgivna på RCA Records
- Muswell Hillbillies (1971)
- Everybody's in Show-Biz (1972)
- Preservation Act 1 (1973)
- Preservation Act 2 (1974)
- Soap Opera (1975)
- Schoolboys in Disgrace (1975)

Album utgivna på Arista Records
- Sleepwalker (1977)
- Misfits (1978)
- Low Budget (1979)
- One for the Road (1980) (live)
- Give the People What They Want (1981)
- State of Confusion (1983)
- Word of Mouth (1984)

Album utgivna på MCA Records
- Think Visual (1986)
- Live - The Road (1987)
- UK Jive (1989)

Album utgivna på Columbia Records
- Phobia (1993)

Övriga album
- To the Bone (1996) (2-CD)
- BBC Sessions 1964 - 1977 (2001)